# Kållerstads kyrka

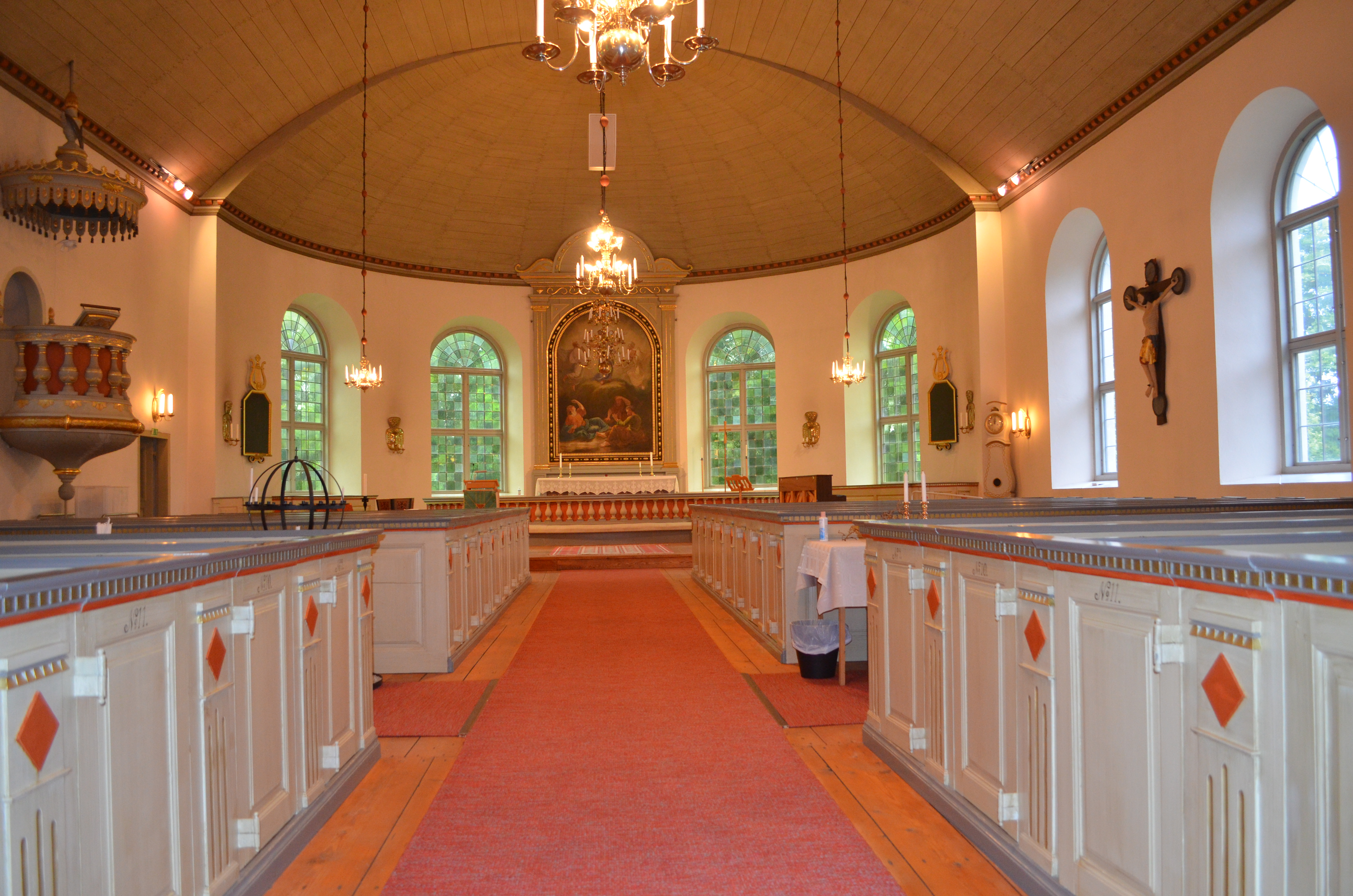
Kållerstads kyrkas kyrkosal

Kållerstads kyrka är en kyrkobyggnad i Kållerstads by i Gislaveds kommun. Den tillhör sedan 2014 Västbo S:t Sigfrids församling i Växjö stift, innan dess tillhörde den Kållerstads församling.

## Historia
I Kållerstads bys södra del, där det idag ligger en ödekyrkokård, låg länge en stavkyrka i ek. Vid biskopsvisitation 1746 uppmanades församlingen i Kållerstads socken att låta bygga en ny kyrka. År 1764 invigdes en ny korsbyggd träkyrka i timmer, en kyrka som lär ha varit färdig redan 1759. Denna kyrka revs 1861. Timret tog man tillvara och använde det till bygget av kyrkskolan. Däribland innertaket med naivistiska figurmålningar från 1770 utförda av häradsmålare Sven Niclas Berg från Ölmestad. Detta förvaras idag på vinden i Ås kyrka.

## Kyrkobyggnad
Kållerstads kyrka uppfördes 1856-58 i Kållerstads socken och är en murad salskyrka av granit. Byggmästare var Johannes Bengtsson från Bökhult. Han uppförde senare även den snarlika Jälluntofta kyrka. Invigningen skedde 1861 av biskop Henrik Gustaf Hultman.  Långhuset har ett närmast fullbrett rundat kor i öster och norr om detta en sakristia. I väster reser sig tornet med dess lanternin. Arkitekturen tillhör den empirtidens strama kyrkobyggnadsideal med reducerade former och rundbågade muröppningar. Fasaden är putsad och vitkalkad. Kortaket har en rundad valmning och täcks av kopparplåt.
Kyrkans interiör präglas i stort av den ursprungliga empirstilen, genom rumslighet och i stora delar bevarad inredning. I väster finns orgelläktare med underbyggnad. År 2001-02 utfördes en större renovering då elvärmesystemet byttes ut och kyrkorummet gavs en helt ny färgsättning. 

## Inventarier
- Altartavla, Kristi förklaring, från 1867 av målaren Sven Johansson från Karaby efter ett original av Fredric Westin. Förebilden hade man sett i Svenljunga kyrka.
- Altartavlans omfattning, nummertavlorna och sannolikt även predikstolen är utförda av snickaren Joel Spets i Sjöbo, som även var verksam vid Jälluntofta kyrkas uppförande.

- En ur bruk tagen predikstol finns placerad på läktaren. Den är från 1642, gjord av mäster Jacob, inköpt 1722 från Södra Unnaryds kyrka. Då tillverkades sannolikt även befintlig baldakin. Predikstol och baldakin konserverade 2010.

### Orgel
- En kyrkorgel med 11 stämmor byggdes 1875/1877 av Carl Johannes Carlsson, Virestad och Johannes Andersson i Långaryd. Orgeln är mekanisk och har en fast kombination.

| Manual       | Pedal         | Koppel   |  |
| Borduna 16’  | Subbas 16’    | Man/Ped. |  |
| Principal 8’ | Violoncell 8’ |          |  |
| Gedacht 8’   | Basun 16'     |          |  |
| Fugara 8'    |               |          |  |
| Gamba 8'     |               |          |  |
| Octava 4'    |               |          |  |
| Flöjt 4'     |               |          |  |
| Qvinta 3'    |               |          |  |
| Octava 2'    |               |          |  |
| Trumpet 8'   |               |          |  |